# Wutbuerger
Wutbuerger (allemand : Wutbürger) est un néologisme composé des mots allemands Wut (la colère) et Bürger (les citoyens). Même s’il n’existe pas de traduction exacte de cette expression en français, elle signifie « les citoyens en colère » . En 2010, le journaliste allemand Dirk Kurbjuweit forge le terme Wutbuerger dans un essai de l’hebdomadaire allemand d’investigation Der Spiegel (numéro 41/2010). Selon Kurbjuweit, le Wutbuerger, venant d’un milieu bourgeois, est conservateur, fortuné et plus très jeune. D’après l’essai, il a rompu les liens avec la tradition bourgeoise et il se caractérise par la moquerie, les cris et la haine surtout face aux décisions politiques qu’il ressent comme actes arbitraires. Contre celles-ci, le Wutbuerger descend dans les rues pour manifester, montrant sa colère en public. L’essai de Kurbjuweit et l’expression Wutbuerger ont été vivement discutés par les médias allemands, ce qui a contribué à la célébrité actuelle du mot Wutbuerger en Allemagne. Le terme a été élu mot de l’année 2010 en Allemagne  et il a été ajouté la même année au dictionnaire de la langue allemande Duden . Celui-ci définit le mot Wutbuerger comme expression du jargon journalistique qui décrit ainsi « des citoyens protestant et manifestant vivement en public leur déception sur certaines décisions politiques » . Le mot a été proposé pour être élu comme expression la plus controversée de l’année 2010 (Unwort des Jahres 2010, en allemand)  ce qui montre la variété d’opinions au concept du Wutbuerger.

## Historique
Le mot Wutbuerger est déjà utilisé par quelques journaux allemands dès l’année 2007. En cette année, la liste indépendante des citoyens Bürger in Wut (citoyens en colère), fondée en 2004, se présente aux élections politiques du parlement à Brême en Allemagne. Autour des élections à Brême, la liste indépendante, classée à droite, apparaît dans les journaux et ainsi, les journalistes, jouant avec les mots, créent le terme Wutbürger par l’inversion du nom de la liste indépendante Bürger in Wut . Le Wutbuerger est utilisé d’abord dans ces articles pour les membres de la liste Bürger in Wut.
En 2010, le journaliste allemand Dirk Kurbjuweit décrit le Wutbuerger dans l’essai Der Wutbürger qui est une réponse au conflit du projet de gare souterraine Stuttgart 21 en Allemagne et au débat autour de l’homme politique allemand du parti social-démocrate, Thilo Sarrazin. Le titre de l’essai indique que Kurbjuweit tente d’expliquer la raison pour laquelle les Allemands manifestent beaucoup ces jours-là. Le journaliste y fait référence à un article du quotidien Süddeutsche Zeitung du 30 septembre 2010  qui informe sur une discussion à Munich avec l’auteur Thilo Sarrazin du livre vivement critiqué en Allemagne Deutschland schafft sich ab (L’Allemagne court à sa perte). Les critiques de Thilo Sarrazin se sont fait huer, selon l’article, par une bourgeoisie de Munich qui a perdu contenance. Le journaliste Kurbjuweit reprend ces caractéristiques et définit le Wutbuerger comme des bourgeois qui ont rompu avec la tradition bourgeoise de garder contenance. Selon lui, le Wutbuerger est « conservateur, fortuné, plus très jeune ; et il hue, crie et hait » . Avant, il a soutenu l’État allemand, aujourd’hui, il est frustré par la classe politique. Il s’oppose au changement souvent par peur de l’autre, de ce qui lui paraît étrange et nouveau. Même si tous les citoyens ne sont pas de Wutbuerger, ils ont l’impression d’être majoritaires à cause de leur apparence forte qu’on ne peut pas ignorer. Il pense qu’il peut mieux analyser la situation politique que les hommes politiques eux-mêmes. « Les manifestations sont l’expression d’un milieu sceptique qui veut garder ce qu’il possède et ce qu’il connaît » , sans remarquer que cela dessert à l’avenir du pays.

## Enquête de l’institut de recherche sur la démocratie à l’université de Goettingen
Étudiant les manifestations contre la construction d’aéroport à Berlin-Brandebourg et contre la gare souterraine Stuttgart 21, l’institut de recherche sur la démocratie à l’université de Goettingen en Allemagne a publié en septembre 2011 une enquête sur les manifestations en Allemagne. Le professeur Franz Walter, qui dirigeait cette étude, présente les résultats dans un article de l’hebdomadaire allemand d’investigation Der Spiegel. Il souligne d’abord que le mot Wutbuerger est une expression chatoyante qui n’est pas exacte. Les activités des Wutbuerger sont vastes et diffèrent entre des manifestations contre Stuttgart 21 (qui ont aidé à la victoire des Verts en Bade-Wurtemberg) et contre des éoliennes (ce qui est contradictoire à la position des Verts). Walter constate néanmoins des aspects communs pour les formes de manifestations étudiées par l’institut  :
- les manifestants ne sont plus jeunes : 70 % ont plus de 45 ans. 
- les manifestants ont une formation universitaire : 50 à 60 % ont étudié à l’université.
- la majorité de manifestants ne se plaint pas de leur situation économique car elle est fortunée.
- 80 % doutent que les partis politiques soient capables de résoudre les problèmes politiques ; 96 % des manifestants soulignent leur attachement aux valeurs démocratiques. 
- plus de 80 % désirent introduire plus d’outils démocratiques comme des référendums.
- ce ne sont pas toujours des motifs altruistes pour lesquels les manifestants luttent, mais aussi parfois des raisons égoïstes comme par exemple le bruit des avions qui passent sur des villages près d’aéroports.

## Refus et prospérité du terme
L’essai de Dirk Kurbjuweit et le terme Wutbuerger a été critiqué et discuté par les médias allemands. Le psychologue social Harald Welzer, critique ce mot, le considère inexact parce qu'il ne respecte pas le fait que le mouvement de manifestants en Allemagne soit hétérogène. Le futurologue, Max Horx, pense aussi que les manifestations sont une forme de protestation hétérogène qui n’est plus exceptionnelle mais normale d’aujourd’hui.  Le porte-parole du groupe de manifestations contre la gare souterraine Stuttgart 21, Gangolf Stocker, exprime son mécontentement pour le mot Wutbuerger. Il souligne que les manifestants ne sont pas seulement en colère, mais ils veulent attirer l’attention aux alternatives au projet de la gare souterraine et ainsi se lutter pour plus de démocratie de base. Cependant de ces critiques, le mot Wutbuerger est maintenant connu par un grand public en Allemagne et utilisé par des médias allemands pas seulement pour les manifestants allemands :

### Prospérité dans les médias allemands
L’article français d’Eric Aeschimann, journaliste à Libération, traite le livre Indignez-vous de Stéphane Hessel. La traductrice de cet article, Martina Ziegert, introduit le deuxième paragraphe en allemand avec le sous-titre « Der französische Wutbürger » (Le Wutbuerger français) sur le site de presseurop.eu. 
Arte Journal titre une vidéo sur les manifestations en Grèce « Griechenlands Wutbürger » (les Wutbuerger de Grèce). 

### …dans la presse française
Contrairement à l’Allemagne, le Wutbuerger n’est pas très connu dans les médias français. Dans la presse germanophone d’Alsace, on raconte que le Wutbuerger est le mot de l’année 2010 en Allemagne.  
Dans le Forum de l’Allemagne au Max, on trouve aussi un commentaire sur le « Wutbürger, mot de l’année 2010 » qui explique le terme Wutbuerger en quelques mots.